# Kortenoordsehaven
De Kortenoordsehaven is een gegraven haven in Rotterdam Charlois, aan de linker Maasoever bij kilometerraai 1004. De lengte is 360 meter, breedte 70 meter, diepte NAP -4,50 meter. De haveningang is gekoppeld aan die van de Barendrechtse haven. De haven is over land bereikbaar via de Sluisjesdijk.
De haven is naar Kortenoord genoemd, een buurtschap en industriegebied in Nieuwerkerk aan den IJssel, tegenwoordig in de Zuid-Hollandse gemeente Zuidplas.
Rond de vorige eeuwwisseling waren rond de haven een aantal oliemaatschappijen gevestigd:
- aan de westzijde de Koninklijke Nederlandsche Maatschappij tot Exploitatie van Petroleumbronnen in Nederlandsch-Indië. Opgericht 16 juni 1890. In verband met de onafhankelijkheid van Indonesië in 1949 werd de naam gewijzigd naar Koninklijke Nederlandsche Petroleum Maatschappij met Shell als handelsnaam.
- aan de zuidzijde de Pure Oil Company, een Amerikaanse oliemaatschappij. Opgericht in 1914 en sinds 1965 bekend als Union Oil Company of California.
- aan de oostzijde, aan de Barendrechtse haven, de American Oil Company. Opgericht in Baltimore in 1910 en opgegaan in Amoco Corporation. Amoco ging met BP in december 1998 samen als BP Amoco, later BP.

Op de kop van de Sluisjesdijk werd dus de basis van Rotterdam als oliehaven gelegd.
Op de pier die de haven afschermt van de Nieuwe Maas was begin twintigste eeuw een quarantainestation gevestigd, dat rond 1930 naar de quarantaine-inrichting op Heijplaat is verplaatst.
1. ↑  Wegwijzer voor de binnenscheepvaart (102)